# Патријарх српски Василије I
Патријарх српски Василије I (световно Јовановић-Бркић) био је архиепископ пећки и патријарх српски у периоду 1763 — 1765. године. Он је био последњи Србин на пећком трону пре другог гашења Пећке патријаршије.

## Биографија
О његовом школовању познато је само да је учио Латинску школу Емануела Козачинског.
Патријарх Арсеније IV Јовановић Шакабента врло рано га је прихватио, замонашио, примио у статус придворних монаха и произвео у чин протођакона. У то време, 1746. године, постао је ктитор познатог бакрореза Богојављења, рад Христофора Жефаровића, који се чува у Музеју Српске православне цркве у Београду.
Средином 1749. године морао је напустити своје родно место, јер га је епископ бачки Висарион Павловић, администратор Карловачке митрополије, осумњичио да је неправилно руковао патријаршијским приходима, и склонио се у један манастир у Србији. Крајем исте године одлази у Птују, а 1752. године у Топлу код Херцег Новог.
Митрополитом липљанским, односно новобрдским и косовским постао је 1756. године и те године је посетио манастир Грачаницу.
Декрет патријарха пећког Кирила II о избору Василија за митрополита дабробосанског прочитан је у сарајевском храму Светих арханђела 21. маја 1759. године. Међутим, нови митрополит појавио се у Сарајеву тек 12. децембра 1760. године.
Патријарх пећки постао је 1763. године.
Оклеветан од сродника збаченог патријарха Кирила II да је шпијун, патријарх Василије је свргнут са свога положаја и заточен на острву Кипру. Уз помоћ Француза се ослободио затвора и побегао у Далмацију, а потом у Јањево, одакле је преко јужног приморја доспео у Црну Гору 1767. године. У Црној Гори је боравио све до 24. октобра 1769. године. За све време свога боравка у Црној Гори никако није налазио заједнички језик са митрополитом Савом Петровићем.
У Црној Гори патријарх Василије се упознао са руским грофом Јуријем Владимировичем Долгоруковим приликом његовог доласка у Црну Гору ради објашњења да је Шћепан Мали лажни цар и најобичнији авантуриста. Са њим је патријарх Василије пошао у Трст, а потом у Ливорно руском адмиралу грофу Алексију Орлову. У Црној Гори су га неки Црногорци хтели продати Турцима за новац.
У жељи да најзад дође до неког мирног животног пристаништа у Русији, којој је чинио услуге, патријарх Василије је у мају 1771. године стигао у Беч. Овде се сусрео са својим познаницима са патријаршијског двора у Карловцима, митрополитом Јованом Ђорђевићем и бачким епископом Мојсијем Путником. Обојици се обратио за помоћ. У међувремену је добио сагласност да се може настанити у Русији. Патријарх Василије није дуго живео у Русији. Умро је 10. фебруара 1772. године у Петрограду и сутрадан је сахрањен у Благовештенској цркви, поред гроба Василија Петровића Његоша. 

Патријарх Василије се бавио и књижевним радом. За време свога боравка у Црној Гори написао је Службу и Синаксар Светог Василија Острошког. За потребе руског грофа Долгорукова, написао је „Опис турски области и у њима хришћански народа, а нарочито народа српског“.